# Падурени (Кинтени)
Падурени (рум. Pădureni) насеље је у Румунији у округу Клуж у општини Кинтени. Oпштина се налази на надморској висини од 513 m.

## Становништво
Према подацима из 2011. године у насељу је живело 104 становника.